# Місія на Марс
«Місія на Марс» (англ. Mission to Mars) — американський науково-фантастичний фільм 2000 року режисера Браяна Де Пальма про рятувальну місію на Марс після стихійного лиха під час першої пілотованої подорожі на планету. Натхненням для фільму частково слугував атракціон Волта Діснея з однойменною назвою.

## Сюжет
У 2020 році четверо американських астронавтів готуються до польоту на Марс. Проводячи останні дні на Землі, вони приходять на святкування в будинку Джима Макконнела та обговорюють попередню експедицію, яка зараз працює на Марсі.
Поточна експедиція за допомогою марсохода несподівано виявляє в Кідонії великі поклади льоду. Астронавти передають новину в командний центр на борту Всесвітньої космічної станції. Потім вони вирушають оглянути це місце особисто, марсохід передає дивні звуки, які вони сприймають за радіоперешкоди. Астронавти досягають скелі, які оточує вихор, що поводиться наче величезний черв. Жбурляючи каміння, вихор вбиває всіх, крім командира, Люка Грема. Істота випускає потужний електромагнітний імпульс, виводячи з ладу більшість робочих електроніки на борту посадкового модуля. Люк тепер не може повернутися на корабель, розташований на орбіті, проте йому вдається дістатися до табору і надіслати повідомлення з розповіддю про останні події на Всесвітню космічну станцію через автоматичний модуль на орбіті Марса.
Командування не знає чи живий Люк і споряджає другу експедицію, щоб з'ясувати що відбулося і можливо врятувати єдиного вцілілого. До другої команди входять Вудро «Вуді» Блейк, другий пілот Джим Макконнелл, Террі Фішер — дружина Вуді й геологиня, та технік Філ Олмаєр.
Коли корабель виходить на орбіту Марса, астронавти отримують запис електромагнітного імпульсу і фіксують, що табір покинутий. Корабель пошкоджується через потік метеорів. Екіпаж лагодить обшивку і подачу палива, проте витік палива спричиняє вибух двигуна. Екіпаж вирішує стикуватися з автоматичним модулем попередньої експедиції, щоб скористатися його двигуном. Але модуль рухається на занизькій для них орбіт і надто швидко. Вуді вдається досягнути модуля та закріпити там трос, що інші потрапили всередину, але зісковзує. Террі, прагнучи врятувати його, вистрілює в напрямку Вуді трос, однак його довжини не вистачає. Вуді, розуміючи, що вона марнує час і повітря, вчиняє самогубство, знявши шолом.
Решта троє астронавтів виявляють, що палива замало і його вистачить тільки для посадки на Марс. Вони досягають табору попередньої експедиції, де виявляють живого Люка, який розповідає, що місце, яке зацікавило його експедицію — це похована під ґрунтом скульптура в формі обличчя. За минулі місяці Люк проаналізував чутий там звук і встановив, що там зашифровано людську ДНК та якісь координати.
Астронавти приходять до висновку, що шифр неповний. Джим Макконнелл розуміє, що це запит. Оскільки попередня експедиція не зрозуміла цього та відповіла радарним променем, якась сила розцінила його як вторгнення та атакувала людей. Тепер астронавти посилають до скульптури марсохід і передають через нього сигнал із частинами ДНК, яких бракує. В скульптурі відкривається прохід. Всі, крім Філа, вирушають дослідити що це. Коли вони потрапляють всередину, прохід закривається.
Всередині виявляється біле приміщення, яке заповнюється придатним для дихання повітрям. Астронавти знаходять тривимірну модель Сонячної системи із записом падіння астероїда, яке колись знищило життя на Марсі. Перед ними постає зображення людиноподібної істоти, що показує як марсіани після катастрофи розіслали по галактиці зорельоти. Один з зорельотів потрапив на доісторичну Землю та заніс туди життя, щоб врешті там виникли люди, схожі на марсіан. Джим здогадується, що вони перебувають біля ще одного зорельота, що готується відлетіти до своїх творців. Він вирішує полетіти, а Люк з Террі повертаються на базу до Філа. До цього часу Філ полагодив посадковий модуль, але час для відльоту спливає. Філ вагається чи чекати решту астронавтів, але вони встигають повернутися та бачать як відлітає зореліт із Джимом.

## У ролях
| Актор              | Роль             |
| ------------------ | ---------------- |
| Гері Сініз         | Джим Макконнелл  |
| Тім Роббінс        | Вуді Блейк       |
| Дон Чідл           | Люк Грем         |
| Конні Нільсен      | Террі Фішер      |
| Джеррі О'Коннелл   | Філ Олмаєр       |
| Пітер Аутербрідж   | Сергій Кіров     |
| Каван Сміт         | Ніколас Вілліс   |
| Джилл Тід          | Рене Коте        |
| Еліз Ніл           | Дебра Грем       |
| Кім Ділейні        | Меггі Макконнелл |
| Армін Мюллєр-Шталь | Рей              |

## Виробництво
Кожен з космічних костюмів у фільмі коштує близько 100 000 доларів. Але справжній космічний костюм NASA коштує від $10 до $12 млн.
Під час створення фільму кінорежисери отримали найсучасніші плани NASA щодо місії на Марс.
Дон Чідл фактично спав на вулиці сам, щоб отримати відчуття оточення та ізоляції.
Всі рослини у фільмі реальні. Вони вирощувалися гідропонічно — у рідині, а не в ґрунті.

## Сприйняття
Оцінка на сайті IMDb — 5,6/10.